# .jp
.jp (Japão) é o código TLD (ccTLD) na Internet para o Japão, criado em 1986 pela IANA, e administrado pela JPNIC, que em 2003 passou a ser operada pela Japan Registry Service.
Os domínios .jp podem ser registrados em caracteres especiais em: Kanji, Hiragana ou Katakana.

## Categorias Nacionais[4]
- ac.jp: Destinado a Entidade de Ensino Superior e Científica
- ad.jp: Destinado a Membros da JPNIC
- co.jp: Destinado a uso Comercial/ Genérico
- ed.jp: Destinado a Instituições de Ensino para Menores de 18 anos ou mais.
- go.jp: Destinado a Entidades do Governo.
- gr.jp: Destinado a Grupos
- lg.jp: Destinado a Governos Locais.
- ne.jp: Destinado a Empresas de Internet.
- or.jp: Destiando a Entidades não Governamentais.

## Categorias Geográficas
- metro.tokyo.jp: Reservado para Tokyo
- pref.(nome da prefeitura).jp: Destinado a Prefeituras Municipais.
- city.(nome da cidade).jp: Destinado a Cidades ou Distritos.
- city.(nome da cidade).(nome da prefeitura).jp: Destinado a Prefeituras e Cidades/Distritos.
- town.(nome do território).(nome da prefeitura).jp: Destinado a demais territórios sob administração de prefeituras.
- vill.(nome da vila).(nome da prefeitura).jp: Destinado a Vilas.